# 東日本実業団対抗駅伝競走大会
東日本実業団対抗駅伝競走大会（ひがしにほんじつぎょうだんたいこうえきでんきょうそうたいかい）は、東日本実業団陸上競技連盟が主催する日本の駅伝大会である。
「彩の国 実業団駅伝」という愛称がある。また、TBSテレビは本大会を中継する特別番組の副題として、かつては「彩の国 EKIDEN」という名称を用いていた。

## 概要
毎年、11月3日に埼玉県で開催される駅伝大会で、翌年1月1日に開催されるニューイヤー駅伝の予選会となる。東日本地区では出場枠が最も多く与えられている。
コースは、熊谷スポーツ文化公園陸上競技場を発着点する7区間、76.4kmで争う。これは2020・21年にコロナ禍の影響による周回コースである。
2007年までは千葉県印西市の千葉ニュータウンで開催されていたが、道路事情など諸問題により大会がスムーズに開催できていなかったことから、東日本実業団陸上競技連盟が、別開催地への変更を模索し、埼玉県の南部（さいたま市）から中央部（鴻巣市折り返し上尾市）までのコースで開催していた女子駅伝との男女同時開催を2007年8月に表明した（女子駅伝は2014年をもって休止）。
東日本地区は、関東の大学で箱根駅伝に出場した実績のある強豪選手が実業団へステップアップしやすい環境にあり、参加する実業団のチーム数も多い。それゆえに、他地区と比べて上位と下位との戦力差が非常に少なく、多くの強豪実業団が限られた出場枠を争うハイレベルな予選会となっている。
なお2025年から二部制を導入しており、一部はニューイヤー駅伝予選会とし、二部は5区間34.4kmで争い、上位チームは次回大会一部昇格の予定

## 大会運営
主催
東日本実業団陸上競技連盟
後援
毎日新聞社、TBSテレビ、埼玉県、埼玉県教育委員会、埼玉県スポーツ協会、埼玉県公園緑地協会他
運営協力
埼玉陸上競技協会

## コース紹介
2024年（第65回）現在

### 1区（11.6km）
- スタート／埼玉県庁（さいたま市浦和区） - 宮原小学校前（さいたま市北区）

### 2区（9.4km）
- 宮原小学校前 - 北本市南部公民館前（北本市）

### 3区（15.1km）
- 北本市南部公民館前 - 行田駅前（行田市）

### 4区（9.5km）
- 行田駅前 - 大里農林振興センター前（熊谷市）

### 5区（7.8km）
- 大里農林振興センター前 - JR深谷駅前（深谷市）

### 6区（10.6km）
- 深谷駅前 - Honda Cars前(眼鏡市場)
深谷駅前で折り返し、5区の全区間および4区の途中までを逆走。

### 7区（12.9km）
- Honda Cars前(眼鏡市場) - 熊谷スポーツ文化公園陸上競技場（熊谷市）／ゴール
4区のルートをさらに逆走し、途中からJR熊谷駅入口（熊谷市）より分岐、熊谷スポーツ文化公園西側入口を一旦通過し、熊谷市立中条小学校前を通過して、今度は公園の東側へ、そこから公園北側に接した道路を東から西に縦断してから、戻って来た西側入口より公園内に入り、公園内を今度は西から東へ縦断、陸上競技場でフィニッシュ。

※外国人選手の出走は、第5区で可能である。

## 歴代優勝チーム
第66回以降は一部のみ
| 年     | 回 | 優勝チーム                | タイム        | 優秀選手賞                        |
| ------ | -- | ------------------------- | ------------- | --------------------------------- |
| 1960年 | 1  | 東京急行電鉄              |               |                                   |
| 1961年 | 2  | 東京急行電鉄              |               |                                   |
| 1962年 | 3  | 東京急行電鉄              |               |                                   |
| 1963年 | 4  | 東京急行電鉄              |               |                                   |
| 1964年 | 5  | 東京急行電鉄              |               |                                   |
| 1965年 | 6  |                           |               |                                   |
| 1966年 | 7  | リッカーミシン            |               |                                   |
| 1967年 | 8  | リッカーミシン            |               |                                   |
| 1968年 | 9  | リッカーミシン            |               |                                   |
| 1969年 | 10 | リッカーミシン            |               |                                   |
| 1970年 | 11 | リッカーミシン            |               |                                   |
| 1971年 | 12 | リッカーミシン            |               |                                   |
| 1972年 | 13 | リッカーミシン            |               |                                   |
| 1973年 | 14 |                           |               |                                   |
| 1974年 | 15 | リッカーミシン            |               |                                   |
| 1975年 | 16 | リッカーミシン            |               |                                   |
| 1976年 | 17 | リッカーミシン            |               |                                   |
| 1977年 | 18 | リッカーミシン            |               |                                   |
| 1978年 | 19 | リッカーミシン            |               |                                   |
| 1979年 | 20 | リッカーミシン            |               |                                   |
| 1980年 | 21 | リッカーミシン            |               |                                   |
| 1981年 | 22 | リッカーミシン            |               |                                   |
| 1982年 | 23 | リッカーミシン            |               |                                   |
| 1983年 | 24 | リッカーミシン            |               |                                   |
| 1984年 | 25 | エスビー食品              |               |                                   |
| 1985年 | 26 | エスビー食品              |               |                                   |
| 1986年 | 27 | エスビー食品              |               |                                   |
| 1987年 | 28 | エスビー食品              |               |                                   |
| 1994年 | 35 | エスビー食品              |               |                                   |
| 1995年 | 36 | エスビー食品              |               |                                   |
| 1996年 | 37 | エスビー食品              |               |                                   |
| 1997年 | 38 | エスビー食品              |               |                                   |
| 1998年 | 39 | エスビー食品              |               |                                   |
| 1999年 | 40 | 富士通                    |               |                                   |
| 2000年 | 41 | コニカ                    | 3時間48分43秒 |                                   |
| 2001年 | 42 | コニカ                    | 3時間50分07秒 |                                   |
| 2002年 | 43 | 日清食品                  | 3時間51分35秒 |                                   |
| 2003年 | 44 | コニカミノルタ            | 3時間54分49秒 |                                   |
| 2004年 | 45 | コニカミノルタ            | 3時間51分25秒 |                                   |
| 2005年 | 46 | コニカミノルタ            | 3時間50分09秒 |                                   |
| 2006年 | 47 | 日清食品                  | 3時間53分39秒 |                                   |
| 2007年 | 48 | 日清食品                  | 3時間46分29秒 |                                   |
| 2008年 | 49 | Honda                     | 3時間44分53秒 |                                   |
| 2009年 | 50 | 日清食品グループ          | 3時間48分31秒 | 佐藤悠基 （日清食品グループ）     |
| 2010年 | 51 | Honda                     | 3時間50分57秒 | 宇賀地強 （コニカミノルタ）       |
| 2011年 | 52 | 日清食品グループ          | 3時間44分56秒 | 佐藤悠基 （日清食品グループ）     |
| 2012年 | 53 | コニカミノルタ            | 3時間47分57秒 | 宇賀地強 （コニカミノルタ）       |
| 2013年 | 54 | コニカミノルタ            | 3時間44分45秒 | ポール・クイラ （コニカミノルタ） |
| 2014年 | 55 | コニカミノルタ            | 3時間49分34秒 | 設楽啓太 （コニカミノルタ）       |
| 2015年 | 56 | Honda                     | 3時間47分09秒 | 松村優樹 （Honda）                |
| 2016年 | 57 | 日清食品グループ          | 3時間47分45秒 | 矢野圭吾 （日清食品グループ）     |
| 2017年 | 58 | Honda                     | 3時間47分55秒 | 松村優樹 （Honda）                |
| 2018年 | 59 | 富士通                    | 3時間44分09秒 |                                   |
| 2019年 | 60 | コニカミノルタ            | 3時間41分52秒 |                                   |
| 2020年 | 61 | 富士通                    | 3時間36分43秒 |                                   |
| 2021年 | 62 | 富士通                    | 3時間40分04秒 |                                   |
| 2022年 | 63 | 富士通                    | 3時間42分01秒 |                                   |
| 2023年 | 64 | 富士通                    | 3時間41分06秒 |                                   |
| 2024年 | 65 | GMOインターネットグループ | 3時間43分26秒 |                                   |

## テレビ放送

### 放送日時
製作・著作局はTBSテレビで、いずれの年も録画中継方式で放送。女子駅伝と同時に開催されていた時期には、偶数年は後日単独放送（女子駅伝は当日午後に単独放送）、奇数年は当日午後に女子駅伝との二元中継方式で放送されていた。
女子駅伝が開催されなくなった2015年以降は、単独で放送。女子駅伝との同時開催時代と同じパターンで、偶数年は後日、奇数年は当日の午後に放送されている（枠を確保できる場合は、偶数年でも当日午後の年もある。2016・2022・2024年）。
平日が祝日と重なった年に開催される場合には、2014年から『ゴゴスマ -GO GO!Smile!-』（CBCテレビ制作）の同時ネット枠で放送している。『ゴゴスマ』はTBSテレビでのネット・制作協力開始（2015年3月30日）を機にネット局を年々増やしているが、この場合には、本大会の録画中継を放送するTBSテレビとネット局が臨時にネットを返上。2023年までの大会開催日には、TBSテレビ報道局ニューススタジオからの生中継方式で『ゴゴスマ』（15:00前後）に内包されていたJNN協定対象外のニュースコーナー（2024年9月にレギュラー放送を終了）で裏送りを実施していたほか、TBSでもこのコーナーを本大会の中継に挿入することがあった。
「TBS陸上ちゃんねる」（TBSテレビがYouTube上に開設している陸上競技関連の公式チャンネル）では、テレビ中継の素材映像を基に、スタートから優勝チームへの選手インタビューに至るまでの動画を、2021年から「ほぼOAのたっぷり見せ」と銘打って配信している。
「ほぼOAのたっぷり見せ」は、TBSテレビが全国ネット向けのテレビ中継を制作しているプリンセス駅伝・クイーンズ駅伝でも2021年から実施されている。上記大会の動画が大会の翌週から配信されているのに対して、本大会の中継は同局と一部の系列局でのみ録画で放送されているため、放送の当日から動画を配信している。
- 2008年11月8日 15:30 - 17:00
- 2009年11月3日 13:55 - 16:53（女子駅伝との二元）…北海道放送にも同時ネット。
- 2010年12月27日 13:55 - 15:50…北海道放送にも同時ネット。
  - 当初は11月23日の放送予定だったが、一部出場者が同日に開催・他局系列で生中継された国際千葉駅伝に出場することになり、放送時間の一部が重複することになったことへの配慮などから延期となった。
- 2011年11月3日 13:55 - 16:53（女子駅伝との二元）…北海道放送、東北放送、テレビユー山形にも同時ネット。
- 2012年11月25日 14:00 - 15:24…北海道放送、テレビユー山形にも同時ネット。
- 2013年11月3日 14:00 - 16:54（女子駅伝との二元）…北海道放送、東北放送、テレビユー山形にも同時ネット。
- 2014年11月29日 15:30 - 16:54
- 2015年11月3日 13:57 - 16:53…テレビユー山形にも同時ネット。
- 2016年11月3日 13:55 - 16:53…テレビユー山形にも同時ネット。
- 2017年11月3日 13:55 - 16:50…テレビユー山形にも同時ネット。
- 2018年11月23日 13:55 - 16:50…テレビユー山形にも同時ネット。
- 2019年11月4日 13:55 - 16:50…テレビユー山形にも同時ネット。
- 2020年11月23日 13:55 - 16:50…テレビユー山形にも同時ネット。
- 2021年11月3日 13:55 - 16:50…テレビユー山形にも同時ネット。
- 2022年11月3日 13:55 - 16:50…テレビユー山形にも同時ネット。
- 2023年11月3日 13:55 - 16:50…テレビユー山形にも同時ネット。
- 2024年11月3日 15:00 - 16:30…テレビユー山形にも同時ネット。

### 中継出演者（2023年）
特記しない限り、担当の時点でTBSテレビの現職アナウンサー。
- 第1中継車
  - 解説：金哲彦（陸上競技・駅伝解説者、ニッポンランナーズ創設者）　
  - 実況：熊崎風斗
- 第2中継車
  - 実況：南波雅俊
- 中継所実況
  - 第1・4中継所：高柳光希
  - 第2・5中継所：齋藤慎太郎
  - 第3・6中継所：古田敬郷
- フィニッシュ地点
  - 実況：新タ悦男
  - 優勝チームインタビュアー：佐藤文康